# Abderítids
Els abderítids (Abderitidae) són una família extinta de marsupials trobats per Florentino Ameghino a formacions del Terciari de la Patagònia. Simpson (1945) els considera una subfamília dels cenolèstids, mentre que McKenna i Bell (1997) i Dumont et al. (2000) els mantenen com a família pròpia.

## Classificació
- Família Abderitidae Ameghino, 1889
  - Gènere Pitheculites Ameghino, 1902
    - Pitheculites minimus Ameghino, 1902 [=Eomanodon multitubercularis Ameghino, 1902b; Micrabderites williamsi Simpson, 1932]
    - Pitheculites chenche Dumont i Bown, 1997
    - Pitheculites torhi Marshall, 1990

  - Gènere Abderites Ameghino, 1887
    - A. meridionalis Ameghino, 1887
    - A. crispus Ameghino, 1902
    - A. pristinus Marshall, 1976